# Skorpeds landskommun
Skorpeds landskommun var en tidigare kommun i Västernorrlands län. Centralort var Skorped.

## Administrativ historik
Skorpeds landskommun inrättades den 1 januari 1863 i Skorpeds socken i Ångermanland  när 1862 års kommunalförordningar trädde i kraft.
Den upphörde vid kommunreformen 1952, då den gick upp i Anundsjö landskommun. Sedan 1971 tillhör området Örnsköldsviks kommun.

## Kommunvapen
Skorpeds landskommun förde inte något vapen.

## Politik

### Mandatfördelning i valen 1938-1946
| 9 | 7 | 1 | 3 |

| 20 |

| 9 | 8 | 3 |

| 20 |

| 2 | 7 | 4 | 4 | 3 |

| 19 |

### Fotnoter
1. ↑  Per Andersson: Sveriges kommunindelning 1863-1993, Draking, Mjölby 1993, ISBN 91-87784-05-X, s. 92